# Тома Делирадев
Тома Павлов Делирадев е български скулптор, творил през първата половина на XX век.

## Биография
Роден е на 14 януари 1893 година. Работи в областта на монументално-декоративната скулптура.
При избухването на Балканската война в 1912 година е доброволец в Македоно-одринското опълчение и служи в Юнашкия легион на Дванадесета лозенградска дружина.
Негови творби могат да се намерят на много места из София и цяла България.
Тома Делирадев е автор на:
- Паметник на Незнайния войн в Хасково (1923 година)
- Монумент „Одринска епопея“, издигнат през 1932 г. в чест на победата на българската войска при Одрин през 1913
- Майка“ от фасадата на ДЗИ (навремето Чиновническото осигурително дружество)
- Паметник на Незнайния воин в Ботевград, изграден по инициатива на офицерско дружество „Сурсувул“ (1929 година)
- „Юнашки паметник“, София, 1930 г.